# 松林寺 (佐倉市)
松林寺（しょうりんじ）は、千葉県佐倉市にある浄土宗の寺院。山号は玉宝山。院号は清光院。本尊は阿弥陀如来。

## 歴史
この寺は、寛永年間（1624年 - 1644年）に当時の佐倉藩主土井利勝の開基により、照誉了学を開山として創建したと伝えられる。

## 文化財
- 千葉県指定文化財
  - 本堂
- 佐倉市指定史跡
  - 土井利勝父母夫人供養塔

## 所在地
- 千葉県佐倉市弥勒町93-1